# Meeresbiologie (Studiengang)
Dieser Artikel befasst sich mit dem Studiengang der Meeresbiologie, in dem die Lebewesen und Lebensprozesse in marinen Ökosystemen wie Ozeanen oder Meeren behandelt werden. Die Regelstudienzeit des Studiengangs der Meeresbiologie, welche einen Masterstudiengang darstellt, beträgt 4 Semester (2 Jahre) und schließt mit dem „Master of Science“ ab.

## Voraussetzungen
In Deutschland wird dieser Studiengang nur als Masterstudiengang angeboten. Daher wird in der Regel ein vorher absolviertes Bachelorstudium der Biologie oder das einer Querbezüge zur Biologie aufweisenden Disziplin, wie etwa ein Studium der Geowissenschaften, vorausgesetzt. Aufbauend auf diesen Grundlagen erfolgt dann eine Spezialisierung. Das Masterstudium der Meeresbiologie ist oft zulassungsbeschränkt, dies ist jedoch abhängig von der jeweiligen Universität.
Zudem sind sehr gute Englischkenntnisse notwendig, da ein großer Teil der Fachliteratur nur in englischer Sprache vorliegt.

## Studienrichtungen
Je nach Universität gibt es verschiedene marine Schwerpunktsetzungen. Hierbei sind gängige Spezialisierungen beispielsweise die Biologische Ozeanographie, die Meeresmikrobiologie und die Marinen Ökosystem- und Fischereiwissenschaften.
Das Studium der klassischen Meeresbiologie bieten in Deutschland ausschließlich die Universitäten Bremen und Rostock an. Der deutschsprachige Masterstudiengang in Rostock besteht in den ersten drei Semestern aus folgenden 11 Pflichtmodulen:
- Grundlagen der Meeresbiologie
- Lebensraum Meer
- Grundlagen mariner Stoffkreisläufe
- Ökophysiologie aquatischer Organismen
- Phykologie
- Marine Wirbellose
- Analyse von Stoffkreisläufen
- Mikrobielle Ökologie
- Regionale marine Ökologie
- Vertiefende Literatur- und Theoriestudien
- Forschungspraktikum Meeresbiologie

Zusätzlich kann man unter acht verschiedenen Wahlpflichtmodulen auswählen:
- Grundlagen des wissenschaftlichen Tauchens
- Evolutionäre Morphologie mariner Wirbelloser
- Seepraktikum
- Spezielle Phykologie
- Wattenmeer Sylt
- Biostatistik
- Meeresnaturschutz
- Modellierung in der Meeresbiologie

Im letzten Semester widmen sich die Studentinnen und Studenten dann ihrer Masterarbeit.

## Nach dem Meeresbiologiestudium
Ein abgeschlossenes Masterstudium der Meeresbiologie bietet viele unterschiedliche und vielfältige Zukunftsmöglichkeiten. Viele Absolventinnen und Absolventen schließen nach dem Studium eine Promotion an, die für eine Karriere in der Forschung und Lehre eine wesentliche Voraussetzung ist.
Für weitere Berufe ist ein Doktortitel ebenfalls vorteilhaft, um eine höhere Chance zu haben, angenommen zu werden.
Die Studierenden werden in Deutschland für die wissenschaftliche Forschung ausgebildet. Daher gehen viele Absolventinnen und Absolventen später auch in die Forschung und arbeiten an staatlichen oder privaten Instituten oder lehren und forschen an Universitäten.
Weitere Berufsmöglichkeiten findet man in der Industrie z. B. in den Bereichen Fischerei oder Windkraft, nationalen bzw. internationalen Organisationen und Umweltverbänden (z. B. WWF oder Greenpeace) oder in Ministerien. Zudem gibt es Stellen in der Pharmazie, in der Verwaltung von Nationalparks oder in Meeresmuseen, Zoos, Aquarien und Naturschutzgebieten. Ebenso besteht die Möglichkeit, in den Bereichen Wissenschaftsjournalismus oder Ökotourismus zu arbeiten.

## Studienorte in Deutschland
- Universität Bremen
- Universität Rostock
- Universität Oldenburg
- Universität Kiel